# Я тебе кохаю… Я тебе теж ні
«Я тебе кохаю… Я тебе теж ні» (фр. Je t'aime moi non plus) — французький драматичний фільм з елементами еротики, що вийшов 1976 року. У головних ролях Джейн Біркін і Джо Даллесандро. Фільм, знятий Сержем Генсбуром 1975 року, отримав назву від однойменної пісні та присвячений Борису Віану.

## Сюжет
Красскі і Падован — двоє хлопців, які разом працюють сміттярами. Вони є гомосексуалами та коханцями. Через деякий час Красскі закохується в молоду офіціантку Джонні, схожу на хлопчика. Між ними виникають сексуальні стосунки, вони зустрічаються по мотелях, практикуючи анальний секс.
Падован ревнує Красскі і намагається знайти собі іншого коханця, але невдало. Тоді він повертається до Красскі і намагається вбити Джонні. Красскі вдається завадити йому. Джонні просить Красскі, щоб він побив Падована та прогнав його. Але Красскі не робить цього, а натомість від'їжджає разом з Падованом, назавжди покинувши свою коханку.

## У ролях
| Актор               | Роль            |
| ------------------- | --------------- |
| Джейн Біркін        | Джонні          |
| Джо Даллесандро     | Красскі         |
| Г'юго Кестер        | Падован         |
| Райнгард Кольдехофф | Борис           |
| Жерар Депардьє      | чоловік на коні |
| Мішель Блан         | робітник        |
| Джиммі Девіс        | Моїсей          |
| Майте Наїр          | повія           |
| Ліліана Ровер       | клієнтка мотелю |

## Номінації
Сезар (1977)
- Номінація на найкращу музику до фільму (Серж Генсбур).
- Номінація на найкращий звук (Антуан Бонфанті).